# Gotländische Fischerstelle

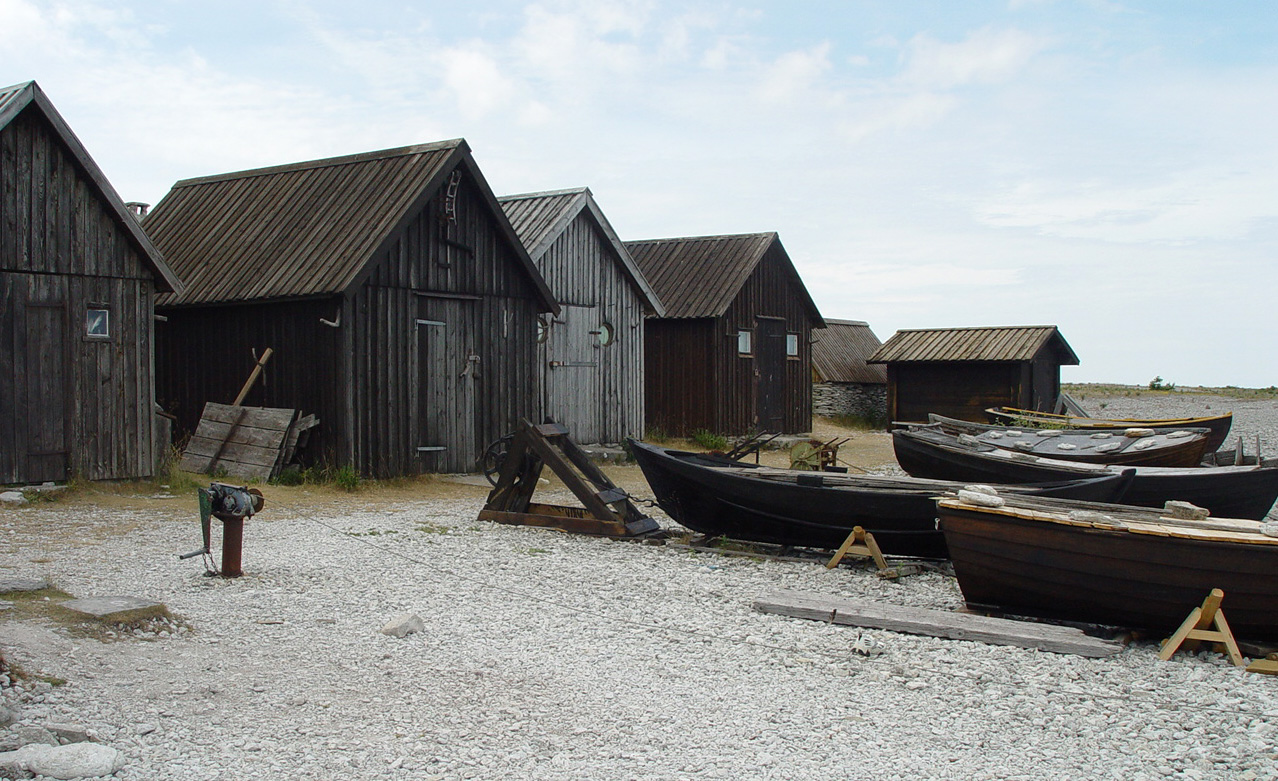
Alte Fischerstelle Helgumannen auf Fårö

Die gotländischen Fischerstellen (schwedisch Gotländska fiskelägen) sind für die Insel Gotland typische Einrichtungen. Es handelt sich um saisonal bewohnte Dörfer, vergleichbar den norwegischen Rorbu. Ähnliche saisonale Unterkünfte für Fischer gab es auch auf Öland (Bruddesta und Grytehamn) und in den Küstenregionen des Festlandes, diese haben sich aber kaum erhalten. Heute gibt es auf Gotland noch etwa 150 Fischerstellen verschiedener Größe, die früher in erster Linie von den an der Küste wohnenden Bauern genutzt wurden. Von den Fischerstellen stehen elf als „Reichsinteresse“ unter Denkmalschutz.

## Übersicht

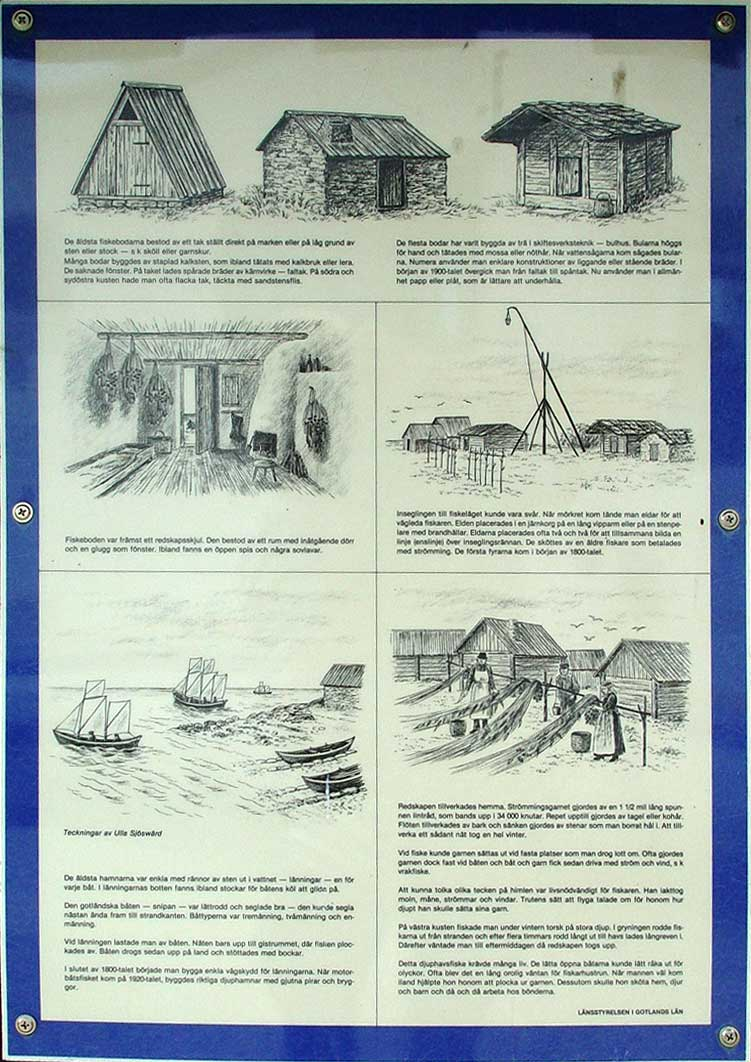
Informationstafel mit Abbildungen ehemaliger Fischerhütten

Die Fischerei auf Gotland und Fårö (aber auch in anderen Teilen Skandinaviens) war ein Beigewerbe, dem man sich während weniger Monate zuwandte. Zu Zeiten, in denen das Fischaufkommen besonders groß war, entstanden größere Fischerstellen, in die man von den Häfen oder den Gemeinden im Inselinnern fuhr. Gefischt wurde für den Eigenbedarf, der Fang wurde eingesalzen. Die Fischerstellen waren nur in der Fangperiode bewohnt und standen in der restlichen Zeit leer. Als die Landwirtschaft im 19. Jahrhundert mechanisiert wurde, nahm die Zahl der in der Fischerei tätigen Bauern ab. Die Küstenbewohner übernahmen die Fischversorgung der Insel und viele Bauern wurden Berufsfischer. Als sich die Umstände für diese Art der Fischerei verschlechterten, verlegte man sich auf die Lachsfischerei, die Boote und die Fischerstellen wurden den neuen Anforderungen angepasst. In den 1950er Jahren entwickelte sich die Trawlerfischerei, dadurch bedingt wurden die meisten Stellen aufgegeben. Der Fischhandel wurde umorganisiert und feste Hütten für das Wiegen und Salzen des Fisches gebaut. Diejenigen an der Küste von Norrland bzw. Gävle gelegenen heißen Gävlebohamnar. Es gibt auch fiskeläge in der Fylke Finnmark  in Norwegen.

## Die Fischerstellen
Es gibt Fischerstellen mit Steinhütten und solche mit gut erhaltenen Strandbudenreihen. Großfischerstellen haben bis zu vier Dutzend Buden, in der Regel dicht beieinander aufgereiht. Dahinter befinden sich Trockenplätze für die Netze – der Netzgarten (schwed. Gistgardi). Die Buden waren vor allem Geräteschuppen, bestehend aus einem einzigen Raum mit Luke oder kleinem Fenster, zuweilen gab es einen offenen Kamin und Schlafpritschen. Die ältesten Gerätebuden bestanden aus einem Nurdachhaus, das direkt auf mehr oder weniger langen Pfosten auf dem Boden oder über einer Mulde stand. Ein Teil der Buden war aus Trockenmauerwerk aufgeschichtet und mit Erde oder Lehm abgedichtet. Die Dächer bestanden aus „Falar“ genannten Brettern. An der Süd- und Südostküste waren Sandsteinplatten als Bedachung üblich. Länningar heißen die Anlandestellen. In Tomtbod in Burs sind sie gut erhalten.
An den meisten Orten ist heute die Freizeitfischerei vorherrschend, die Buden wurden zu Ferienhütten umgewandelt.
Die elf als „eigenständiges Reichsinteresse“ klassifizierten sind:
- Agbod, Kirchspiel Gothem
- Gnisvärd, Kirchspiel Tofta
- Grynge, Kirchspiel Gammelgarn

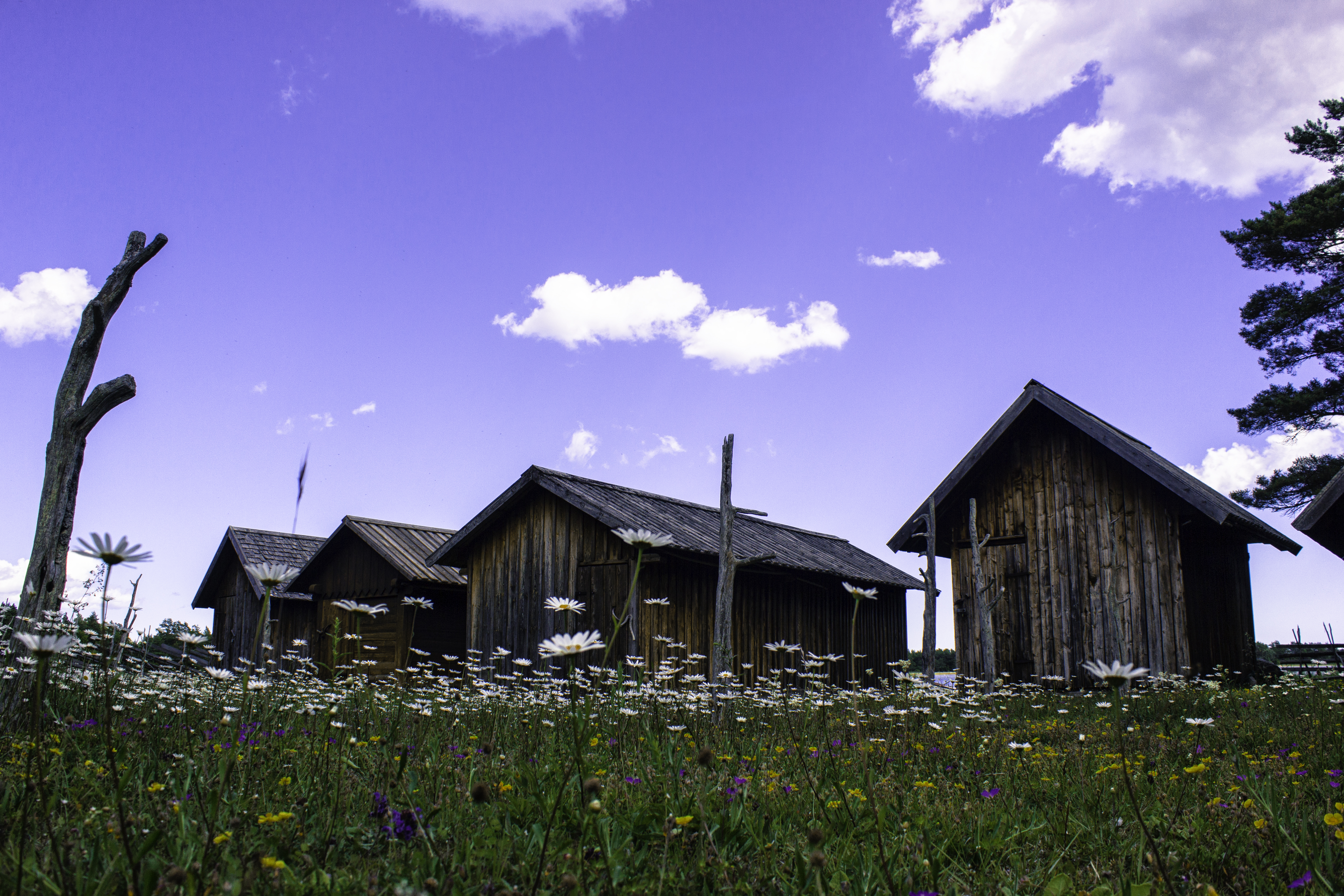
Agbod

- Häftingsstadar, Kirchspiel Hangvar
- Hammars, Kirchspiel Norrlanda
- Holm (Holmhällar), Kirchspiel Vamlingbo
- Hus, Kirchspiel Rone
- Kovik, Kirchspiel Sanda, mit Fischereimuseum, steinernen Bootslips (Länninge genannt) und Netzgärten
- Sigsarvestrand, Kirchspiel Hangvar
- Valbybodar, Kirchspiel Fröjel
- Vitvär bei Ljugarn, Kirchspiel Ardre

Zu den weiteren hervorzuhebenden, heute erhaltenen fiskelägen zählen:
- Baju
- Flundreviken
- Hallshuk
- Helgumannen
- Katthammarsvik
- Kyllaj
- Lickershamn
- Tomtbod

## Die Boote

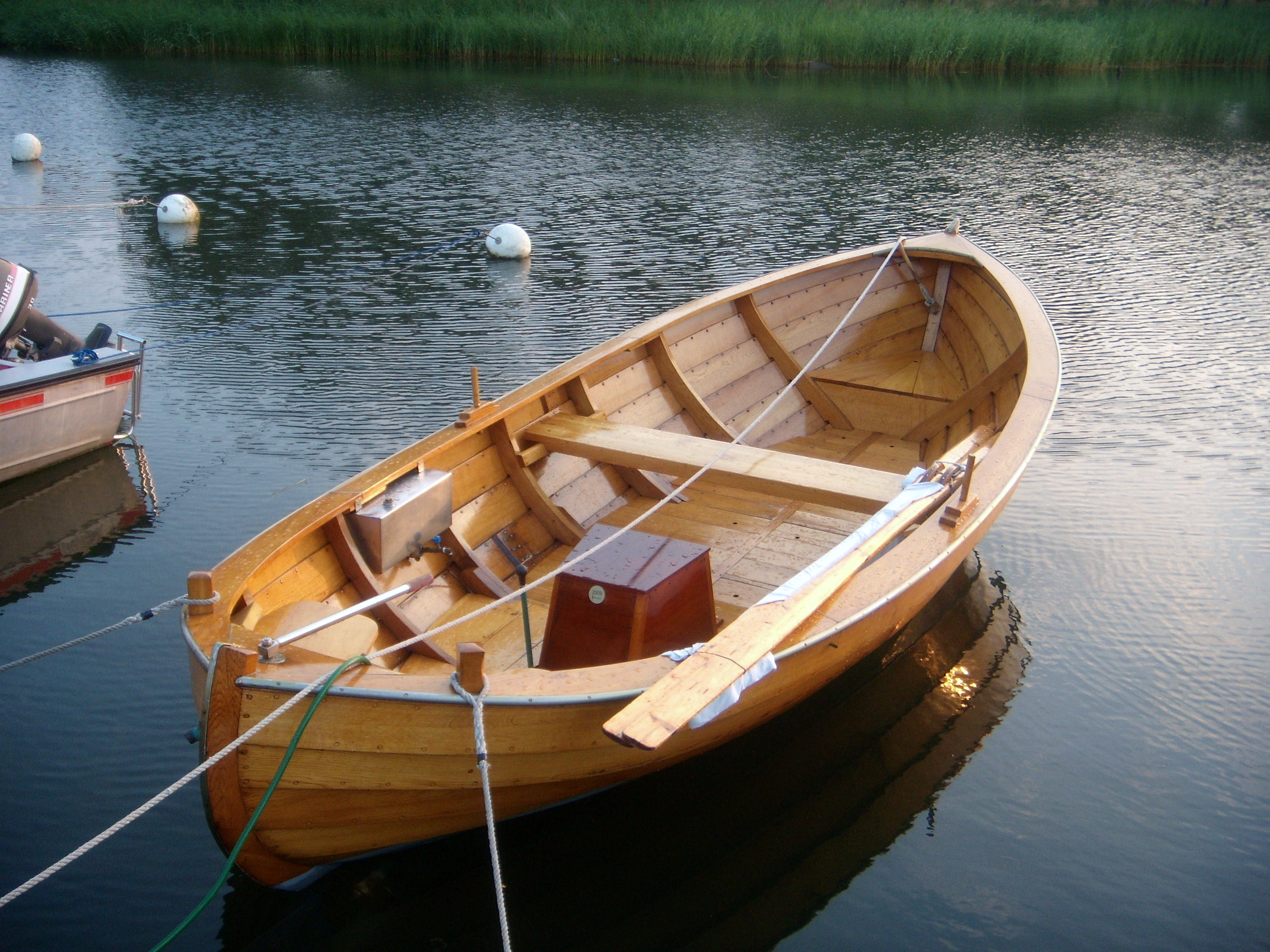
Snipa

Das Boot, die gotländische „Snipa“, war an Bug und Heck spitz. Es war flachgehend und daher leicht anzulanden. Steinstränge, so genannte Länninge (eine Art frühzeitliche Slipvorrichtung) wurden im Wasser als Landungsplätze für die Boote ausgelegt. An der Westküste hatten die Boote höhere Steven. Sie waren zwar schwerer zu rudern und zu segeln, aber sicherer im Sturm. Die Segel wurden aus grober Wolle, Leinen oder Häuten gefertigt. Gängige Boottypen waren die Ein-, Zwei- und Dreimänner. Große Dreimänner waren bis zu elf Meter lang und mit drei Masten und mit sechs oder sieben Segeln versehen. Die Einfahrt in die Fischerstellen konnte bei Dunkelheit problematisch sein. Um die Fischer zu leiten, unterhielt man Feuer in einem Eisenkorb am oberen Ende einer drehbaren langen Leuchtstange. In Grynge und Vitvär brannte man ein offenes Feuer auf einem Stein.

## Galerie

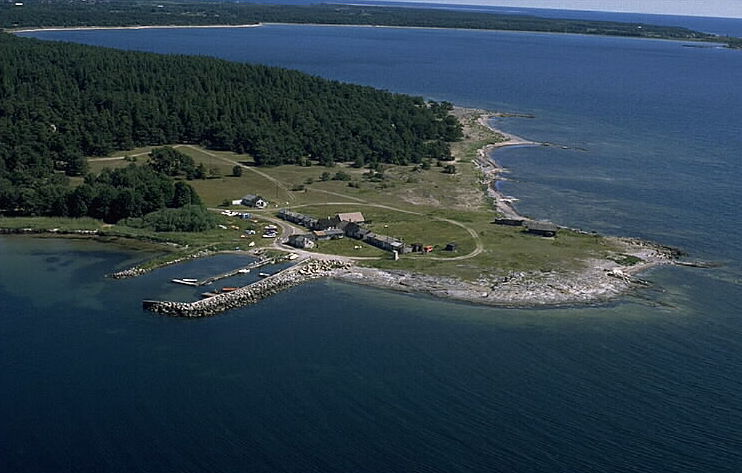
Grynge fiskelägen
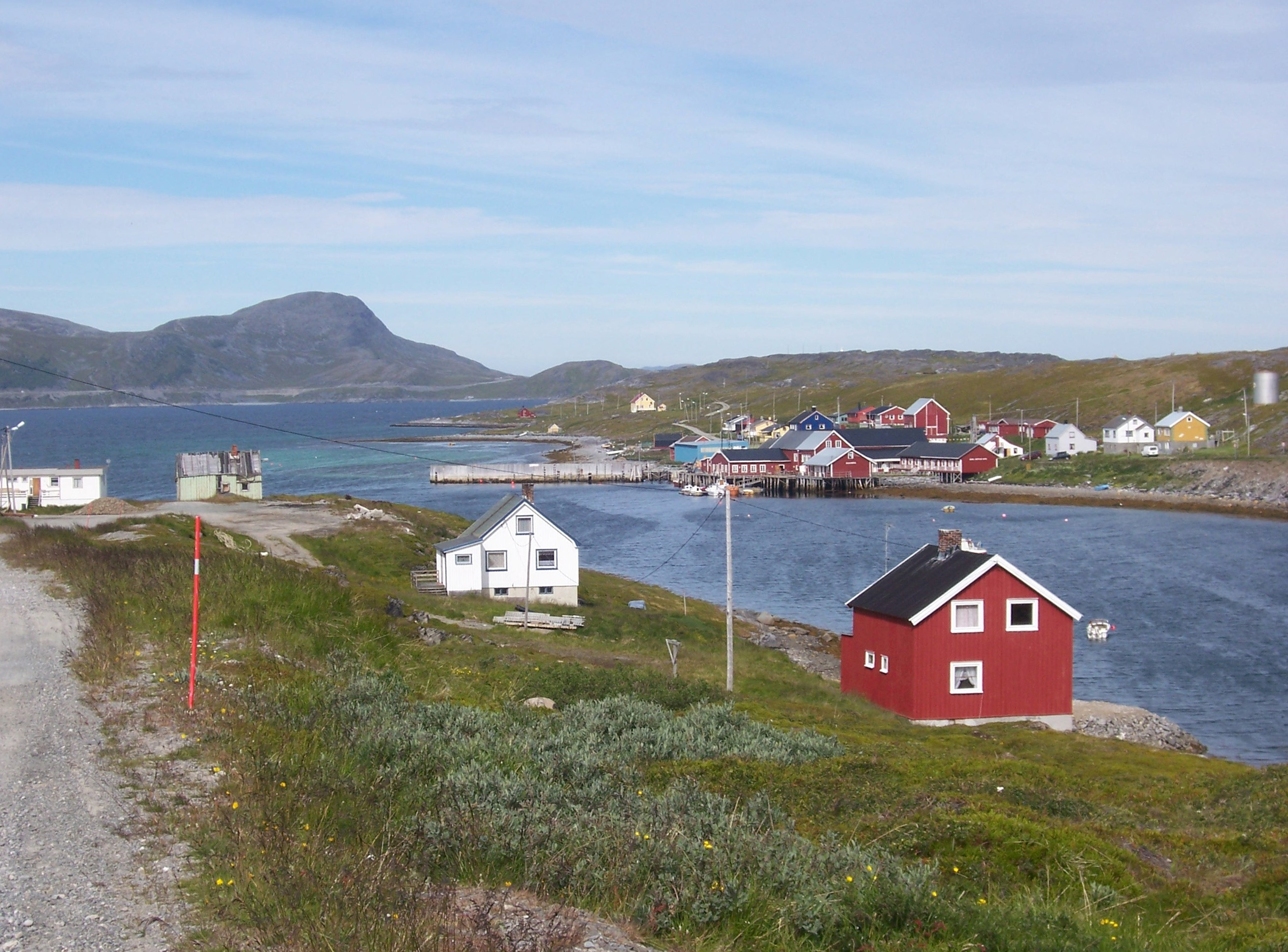
Repvåg
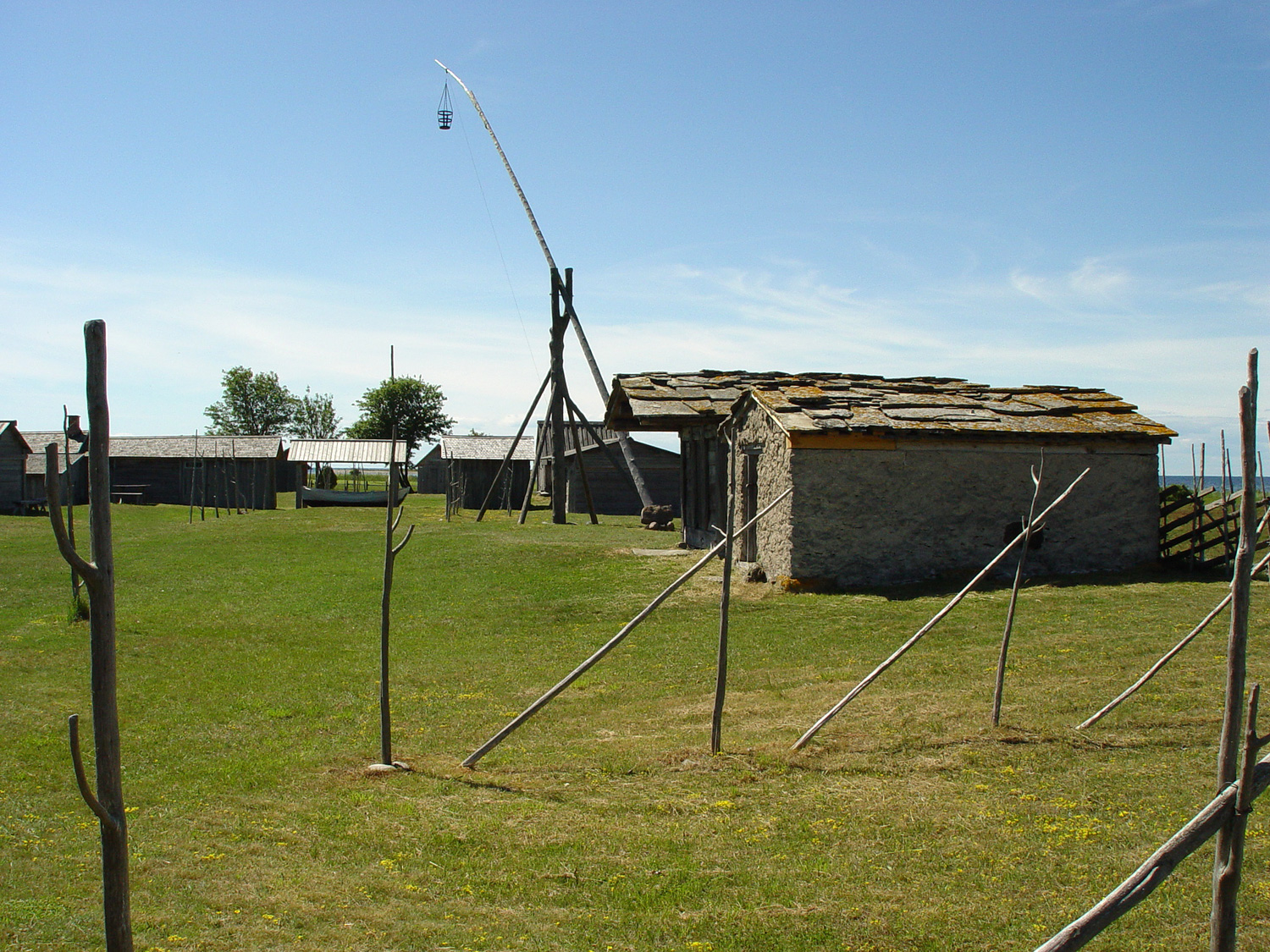
Fischerhäuser, Netzgarten und Leuchtfeuer im Fischereimuseum Kovik
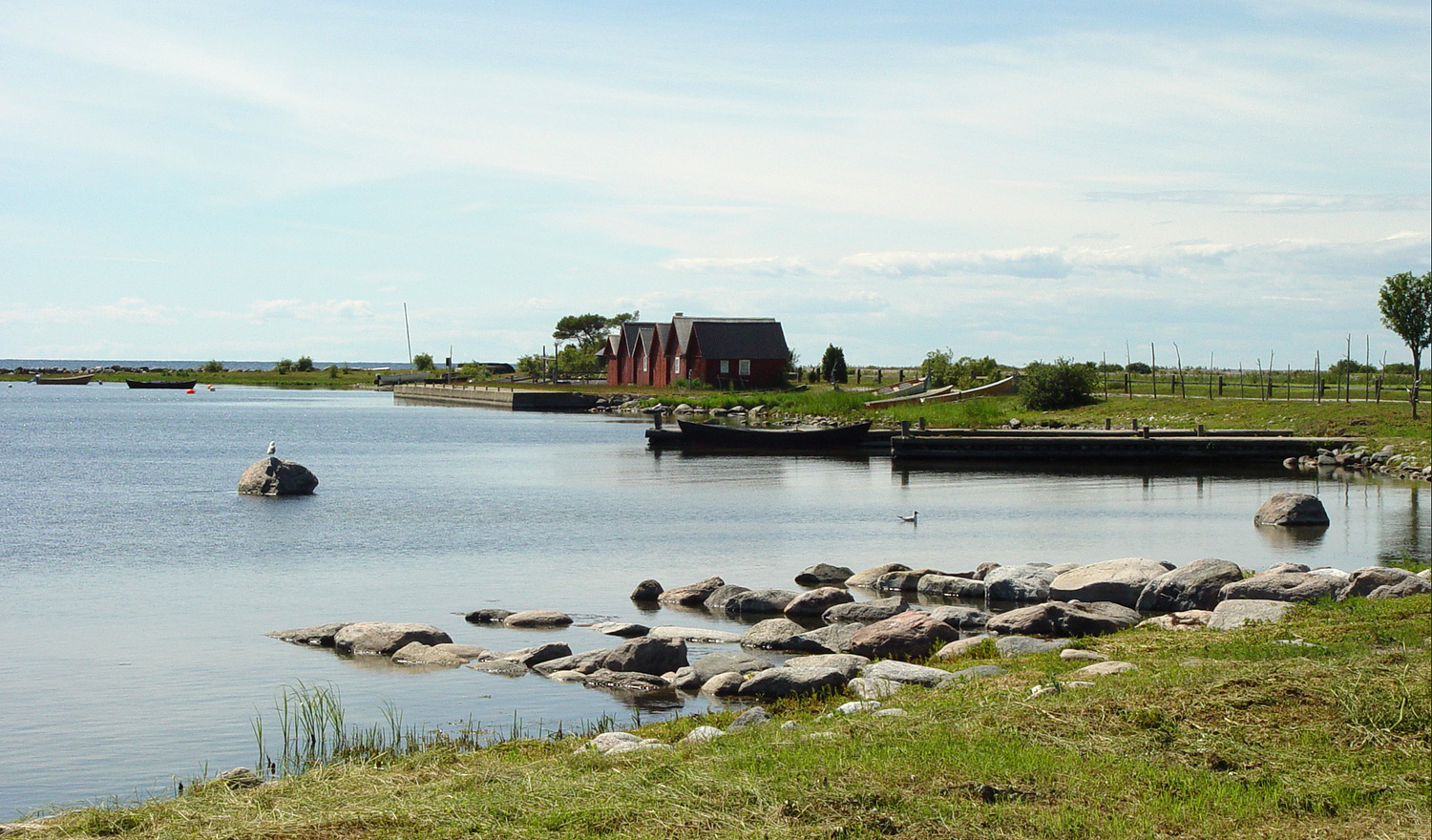
Fischerhäuser und steinerne Slipanlage im Fischereimuseum Kovik